# Пашковский район
Пашковский район — административно-территориальная единица в составе Краснодарского края, существовавшая в 1940—1953 годах. Центр — станица Пашковская.
Пашковский район был выделен из состава Краснодарского района, образован 27 февраля 1940 года в составе Краснодарского края. В его состав вошли станица Пашковская и село Калинино, переданные из территории, подчинённой городу Краснодару. В районе было образовано 2 сельсовета: Калининский и Пашковский.
22 августа 1953 года Пашковский район был упразднён. При этом Пашковский с/с был передан в Пластуновский район, а Калининский с/с — в Новотитаровский район.